# 細毛網體蝨蚜
細毛網體蝨蚜（学名：Reticulaphis foveolatae）为扁蚜科網胸蝨蚜屬下的一个种。